# Kehinde Bankole
Kehinde Bankole là một nữ diễn viên, người mẫu người Nigeria. Bà xuất hiện trước công chúng vào năm 2003 trong cuộc thi hoa hậu của Nigeria rồi tham tiếp vào cuộc thi "Mỹ nhân Nigeria" (tiếng Anh: Most Beautiful Girl in Nigeria). Bà nhận được giải thưởng ở lễ trao giải những bộ phim xuất sắc của Nollywood (ngành công nghiệp điện ảnh của Nigeria) vào năm 2009, tức là hai năm sau khi bà đóng phim lần đầu tiên là loạt phim Super story của nhà sản xuất phim Wale Adenuga.

## Lí lịch
Bà là con thư 4 trong gia đình 6 anh chị em, ngoài ra, bà ra, bà còn có một người chị em sinh đôi, tuy không phải là diễn viên nhưng đôi khi cũng diễn xuất. Bà từng học tại trường Tunwase Nursery, thành phố Ikeja, bang Lagos. Sau đó, bà học ngành truyền thông đại chúng tại đại học Olabisi Onabanjo, nhưng vào năm 2004, bà đã bỏ dở việt học để tập trung vào công việc người mẫu của mình.

## Sự nghiệp

### Người mẫu
Bà dự thi cuộc thi hoa hậu của Nigeria. Và bà chỉ lọt vào danh sách 10 người đứng đầu cuộc thi (top 10). Sau đó bà cũng dự thi cuộc thi "Mỹ nhân Nigeria" nhưng không vào được danh sách 5 người đứng đầu cuộc thi (top 5).
Sau khi hợp đồng làm gương mặt thương hiệu (tức là gương mặt đại diện) của Genevieve Nnaji kết thúc, bà được chọn là gương mặt thương hiệu mới của hãng xà phòng Lux vào năm 2007.

### Diễn xuất
Bà xuất hiện lần đầu tiên với vai trò là một diễn viên khi đóng phim chính kịch the thể loại gia đình Super story: Everything it Takes. Ngoài ra bà cũng góp mặt mặt trong một số sản phẩm phim của Wale Adeguna như ''Papa Ajasco'' và ''This Life''.